# Hidrografia do Uruguai

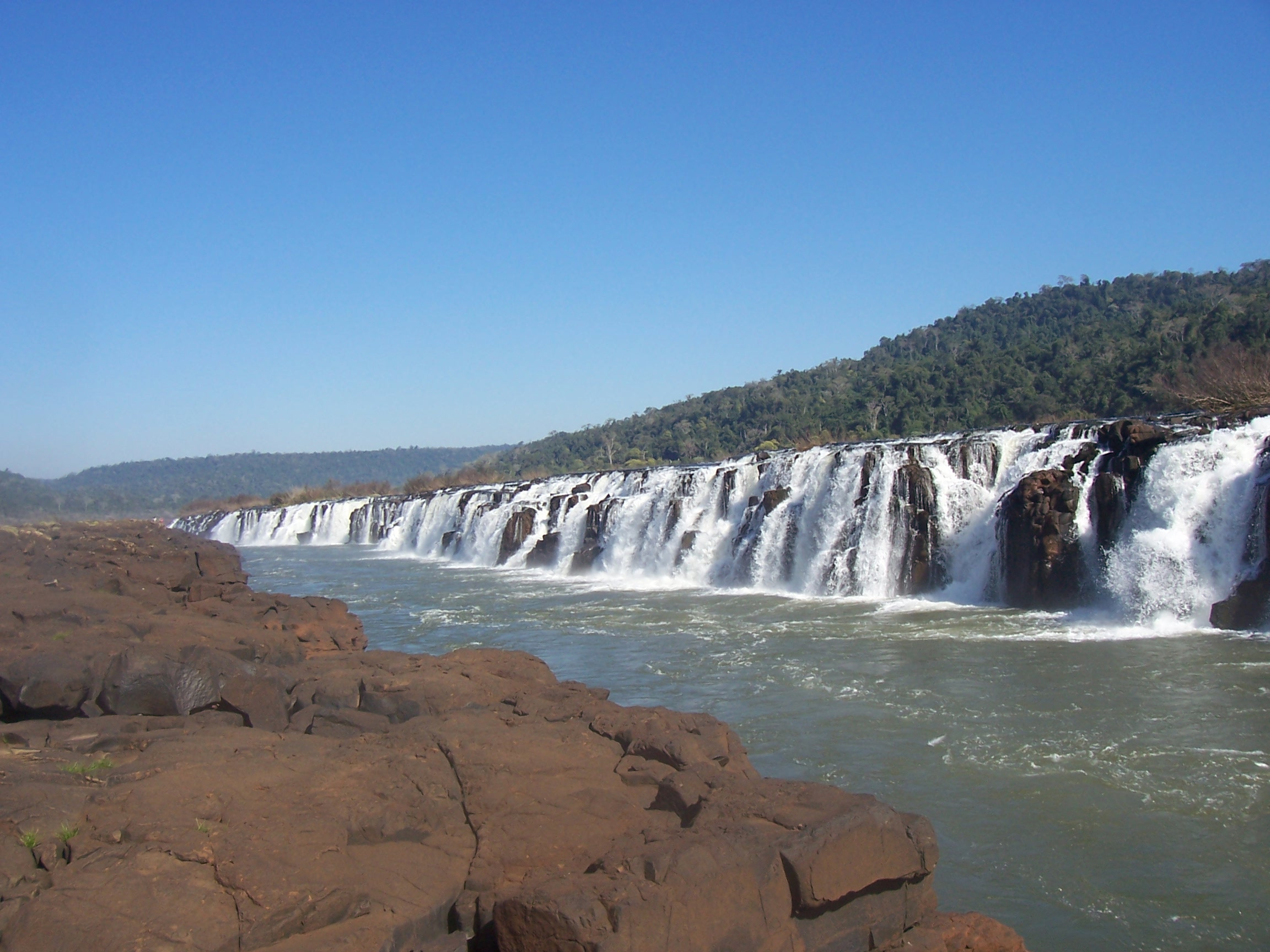
Salto do Yucumã

Hidrografia do Uruguai envolve o conjunto de recursos hídricos do território uruguaio, as bacias hidrográficas, Oceano Atlântico, os rios, lagoas, cataratas, usinas hidrelétricas e barragens. Hidrograficamente, o Uruguai faz parte da bacia do Atlântico, pois a Cordilheira dos Andes serve como a divisória continental, permitindo o escoamento pluvial. Isso resulta em duas bacias no continente sul-americano, onde todos os rios a oeste da cordilheira desaguam no oceano Pacífico, enquanto os rios a leste desaguam no oceano Atlântico. A hidrografia do Uruguai pertence à bacia do Atlântico.

## Generalidades
A rede hidrográfica depende, entre outros fatores, do clima (encontrando-se na zona geotérmica temperada sul) com alimentação pluvial, e seus cursos têm regime irregular, podendo resultar em enchentes devido às variações de nível.
Por ser um relevo de uma península ondulada, os rios paraguaios fluem lentamente, com pouco poptencial erosivo e cursos sinuosos. Em geral, são curtos, nascem nas serras e percorrem as áreas de planícies nas regiões costeiras. Os sistemas de serras, ao norte, o Sistema de Serras de Haedo, e ao sul do Rio Negro, o sistema da Serra Grande, dividem o Uruguai hidrograficamente em quatro bacias: no centro do país, a Bacia do Rio Negro, que, segundo alguns autores, seria uma sub-bacia do rio Uruguai; a leste, a Bacia da Lagoa Mirim; a oeste, a Bacia do Rio Uruguai, estendendo-se ao longo da costa desde a foz do Rio Cuareim até a sua foz no Rio da Prata; e a Bacia Platina, ao sul do Uruguai.
A rede hidrográfica é muito densa, e os cursos apresentam muitos afluentes. Nas margens, há populações estabelecidas, que utilizam as águas após o tratamento para consumo.
Os cursos são pouco navegáveis devido à presença de bancos de areia, são encaixados e têm áreas pedregosas que resultam em cachoeiras, tornando a navegação difícil.
O uso das águas dos rios é principalmente para a geração de energia hidrelétrica, como no caso do Rio Uruguai (Usina Hidrelétrica de Salto Grande) e no caso do Rio Negro (Rio Uruguai, denominado pelos indígenas), nas represas de Baygorria e El Palmar. Outros usos incluem consumo doméstico, industrial, irrigação, para animais e escoamento urbano, o que, em alguns casos, pode causar poluição das águas.

## Rios
Alguns dos rios do Uruguai são:
- Rio Arapey
- Rio Cebollatí
- Rio da Prata
- Rio Daymán
- Rio Jaguarão
- Rio Negro (Uruguai)
- Rio Olimar
- Rio Quaraí
- Rio Queguay
- Rio Rosario (Uruguai)
- Rio San José (Uruguai)
- Rio San Salvador (Uruguai)
- Rio Santa Lucía
- Rio Tacuarembó
- Rio Tacuarí
- Rio Yí